# Herman van Aldewereld

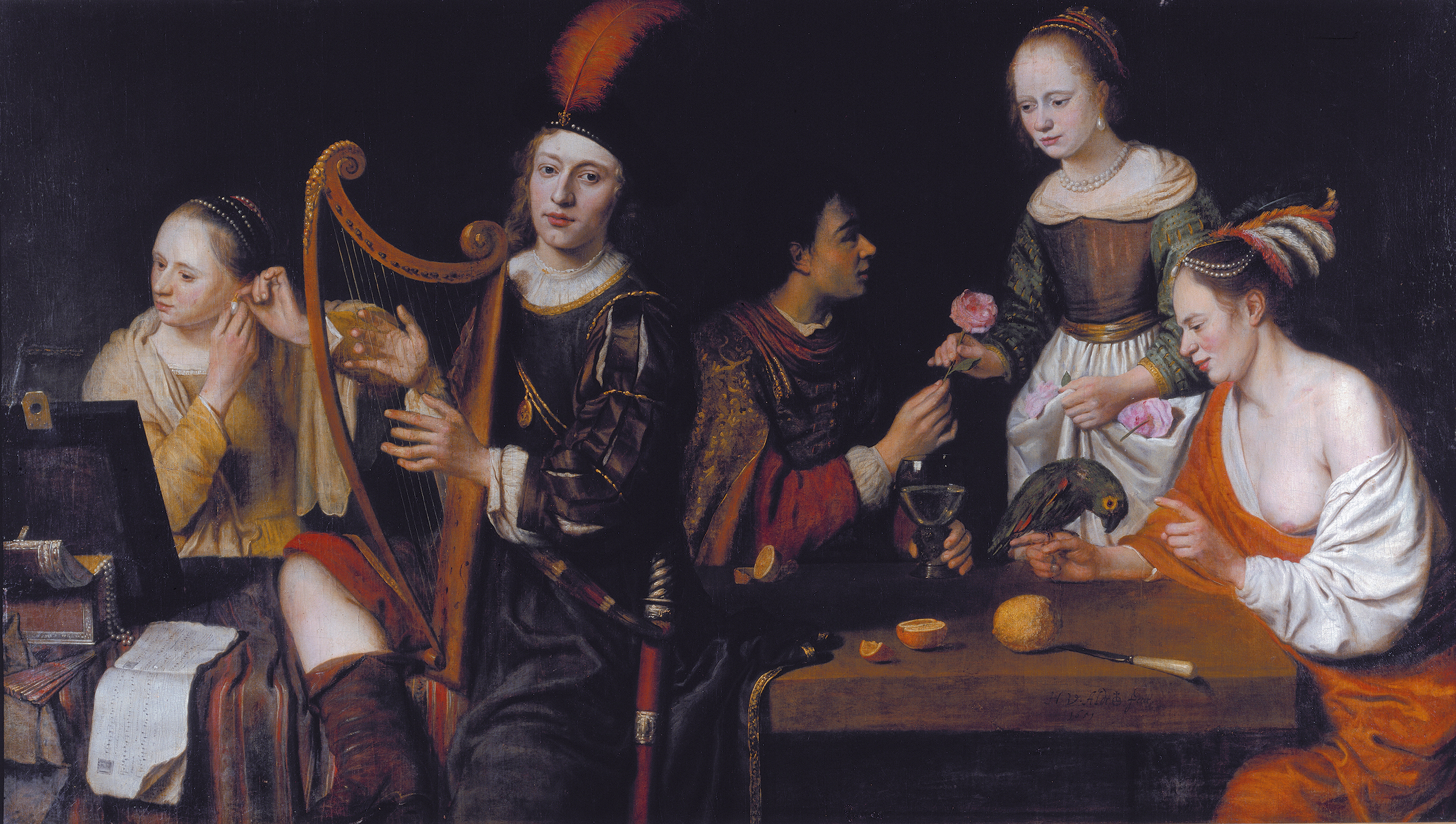
Alegoria celor cinci simțuri (1651)

Herman van Aldewereld (1628/1629, Amsterdam - îngropat la 17 iulie 1669, Nieuwe Kerk (Amsterdam)) a fost un pictor neerlandez, care a lucrat în principal la realizarea de portrete, în general a unor personalități celebre, dintre care mai multe au fost gravate. El a pictat ocazional tablouri de gen. Este numit frecvent în mod eronat H. van Aide, pentru că era obișnuit să se semneze cu numele de H. van Alde, adăugând o schiță a unei lumi, care a fost trecută cu vederea. Ultima parte a numelui de familie, „-wereld”,  înseamnă „lume” în neerlandeză, prin urmare, desenul unei lumi. 